# Mistrzostwa Europy w Zapasach 1968
24. Mistrzostwa Europy w zapasach odbywały się w 1968 roku w Västerås (Szwecja) w stylu klasycznym, a w stylu wolnym w Skopje (Jugosławia).

## Styl klasyczny

### Medaliści
| Konkurencja | Złoto              | Srebro        | Brąz             |
| ----------- | ------------------ | ------------- | ---------------- |
| -52 kg      | Iwan Koczergin     | Petyr Kirow   | Jussi Vesterinen |
| -57 kg      | Christo Trajkow    | János Varga   | Risto Björlin    |
| -63 kg      | Jurij Grigoriew    | Jiří Švec     | İlhan Topsakal   |
| -70 kg      | Władimir Nowochato | Matti Poikala | Antal Steer      |
| -78 kg      | Sırrı Acar         | Milan Nenadić | Władisław Iwlew  |
| -87 kg      | Omar Bliadze       | Petyr Krumow  | Jiří Kormaník    |
| -97 kg      | Ferenc Kiss        | Bojan Radew   | Per Svensson     |
| +97 kg      | Petr Kment         | István Kozma  | Ragnar Svensson  |

### Tabela medalowa
| Lp. | Państwo        | Złoto | Srebro | Brąz |
| --- | -------------- | ----- | ------ | ---- |
| 1   | ZSRR           | 4     | 0      | 1    |
| 2   | Bułgaria       | 1     | 3      | 0    |
| 3   | Węgry          | 1     | 2      | 1    |
| 4   | Czechosłowacja | 1     | 1      | 1    |
| 5   | Turcja         | 1     | 0      | 1    |

## Styl wolny

### Medaliści
| Konkurencja | Złoto              | Srebro          | Brąz              |
| ----------- | ------------------ | --------------- | ----------------- |
| -52 kg      | Baju Baew          | Paul Neff       | Mehmet Esenceli   |
| -57 kg      | Ali Alijew         | Iwan Szawow     | Zbigniew Żedzicki |
| -63 kg      | Enju Todorow       | Petre Coman     | Hans Luczak       |
| -70 kg      | Enju Wyłczew       | Jurij Gusow     | Jan Karlsson      |
| -78 kg      | Daniel Robin       | Károly Bajkó    | Guram Sagaradze   |
| -87 kg      | Andriej Czowrebow  | Prodan Gardżew  | Francisc Balla    |
| -97 kg      | Władimir Gulutkin  | Wasił Todorow   | Ryszard Długosz   |
| +97 kg      | Aleksandr Miedwied | Osman Duralijew | László Nyers      |

### Tabela medalowa
| Lp. | Państwo  | Złoto | Srebro | Brąz |
| --- | -------- | ----- | ------ | ---- |
| 1   | ZSRR     | 4     | 1      | 1    |
| 2   | Bułgaria | 3     | 4      | 0    |
| 3   | Francja  | 1     | 0      | 0    |
| 4   | Węgry    | 0     | 1      | 1    |
|     | Rumunia  | 0     | 1      | 1    |
| 6   | RFN      | 0     | 1      | 0    |
| 7   | Polska   | 0     | 0      | 2    |
|     |          |       |        |      |
| 9   | Turcja   | 0     | 0      | 1    |
|     | NRD      | 0     | 0      | 1    |
|     | Szwecja  | 0     | 0      | 1    |